# Dahamunzu
El llamado "caso de Dahamunzu" es un hecho de la historia egipcia que data de finales de la XVIII Dinastía, entre los años 1325 y 1315 a. C., aproximadamente. La protagonista de este sonado acontecimiento, que aún despierta la sorpresa entre los expertos, fue una reina viuda que escribió la siguiente carta al rey hitita Suppiluliuma I:

Mi esposo ha muerto. No tengo ningún hijo varón, pero dicen que tú tienes muchos hijos. Si me das a uno de tus hijos, se convertirá en mi esposo. Jamás escogeré a uno de mi súbditos como esposo [...] Tengo miedo.

Los hititas eran un pueblo guerrero de Anatolia, que habían formado un gran imperio rival de Egipto. Técnicamente, egipcios e hititas eran enemigos acérrimos, y lo lógico es que el rey hitita no pudiera creerse una oferta tan ventajosa, pues su reino se extendería desde el Cáucaso hasta el África negra. Era imposible que un egipcio en perfectas condiciones mentales escribiera algo así; nunca antes se había permitido casar a un monarca extranjero con un miembro de la familia real.
Sin dar crédito a las informaciones de esta reina viuda, Suppiluliuma envió emisarios a Egipto para cerciorarse de que esto era cierto. Ese lapso de tiempo fue valioso y la reina volvió a contestar, reprochándole su desconfianza:

¿Por qué dijiste que te estaba engañando en este asunto? Si hubiera tenido un hijo varón, ¿acaso te habría escrito acerca de mi vergüenza y la de mi país a una tierra extraña? [...] Aquél que era mi esposo ha muerto, y no tengo hijos [...] No  he escrito a ningún país más, sólo me dirijo a ti. Entrégame a uno de tus hijos: será un esposo para mí y un rey para Egipto.

Suppiluliuma no se lo pensó ni un momento más y envió a uno de sus hijos, el príncipe Zannanza, a Egipto a gran velocidad. Sin embargo, el príncipe fue asesinado de camino al país y la conjura de la reina fue desbaratada por completo, cosa que provocó que la enemistad entre egipcios e hititas creciera aún más. La idea de un rey hitita en el trono de los faraones había estado muy cerca de cumplirse, no obstante, sólo se quedó en un intento infructuoso.

## Hipótesis sobre la identidad de Dahamunzu
La identidad de la reina egipcia que escribió estas misivas no está clara. Los hititas la llamaron "Dahamunzu", pero nunca existió ninguna reina con este nombre: simplemente, se trata de un apelativo que se refiere al título de Gran Esposa Real (ta hemet nesu), lo cual no da ninguna pista sobre su identidad. El nombre hitita del rey difunto es "Niphururiya", que es una vocalización hitita del Nombre de Nesut-Bity del faraón muerto. Esto da la posibilidad de que sea Ajenatón ("Neferjeperura") o Tutankamón ("Nebjeperura"). Las reinas más probables son:
- Anjesenamón, como viuda de Tutankamón: esta es la hipótesis tradicional y más aceptada en los últimos tiempos. Sin embargo, últimamente se ha pensado en otras mujeres, y la joven reina suele ser descartada por el hecho de que el sucesor de su marido, el rey Ay, tardó bien poco en sentarse en el trono, mientras que es de suponer que las negociaciones secretas ascendieron al menos a un año y unos pocos meses. Aun así, cabe recordar que Anjesenamón fue muy pronto silenciada por Ay. A pesar de esto, los egiptologos se inclinan por esta reina movidos por dos pruebas consistentes: el nombre hitita del rey fallecido, Tutankamón, y la afirmación de no tener heredero. Por el contrario, tras la muerte de Ajenatón se sabe que existía un vástago de la familia real, el joven Tutanjatón.

- Meritatón, como viuda de Semenejkara: es la candidata de menos peso. Se sabe muy poco acerca de ella y desaparece bruscamente de la historia. Además, tampoco concuerdan muy bien los límites temporales y el nombre de coronación de su presunto marido ("Anjjeperura") no concuerda con el "Niphururiya" mencionado por los hititas.

- Nefertiti, como viuda de Ajenatón: esta fue una de las primeras hipótesis ya que daba consistencia al final del reinado de Ajenatón. Nefertiti tenía mucho más carácter que sus dos hijas antes mencionadas y, si era cierto que ella seguía con vida a la muerte de Ajenatón y que era en realidad el "rey" Semenejkara, los datos concuerdan a la perfección.

Según algunas teorías, Ajenatón y Nefertiti llevaban tres años de reinado conjunto cuando murió el primero. Nefertiti había cambiado su nombre por el de Semenejkara y, como Hatshepsut 150 años antes, había adquirido atributos masculinos. Sin embargo, la corte y la clase militar no veía muy bien una segunda reina-faraón, además presumiblemente enemiga del clero de Amón tanto como su marido. Por ello, pretendían que se casase de nuevo o que asociara a alguien al trono, como por el ejemplo el joven Tutanjatón (posteriormente conocido como Tutankamón), hijo de Ajenatón con otra esposa.
Nefertiti era lo suficientemente osada para atreverse a escribir una carta a los peores enemigos del país y cometer un delito de alta traición solicitando un rey que la legitimase a ella en el trono. Llevaba ya varios años en el trono y no quería dejarlo ni someterse a cualquier cortesano que pudiera impulsar la vuelta de la corte a Tebas o la sumisión a Amón.
El reinado de Semenejkara es impreciso, pero se supone que no llegó al año en solitario. Posiblemente la reina Nefertiti habría sido bruscamente apartada del trono al descubrirse la conjura y, sin dudas, eliminada convenientemente. Lo que no es comprensible todavía es cómo el escándalo no salpicó al resto de familia, ya que, tras su muerte, su padre Ay fue visir y su hija Anjesenamón, reina. Esto último es lo que impide declarar esta hipótesis como completamente cierta.
En contraposición con esta hipótesis está el hecho que existía un vástago varón de la dinastía XVIII que actualmente se conoce, el joven Tutankamón. Asimismo, no se han encontrado evidencias concretas de Nefertiti posteriores al año 14 del reinado de Ajenatón, y el reemplazo en las funciones rituales de la corte faraónica por parte de su primogénita Meritatón hace suponer que Nefertiti pudo no haber sobrevivido a su esposo Ajenatón.
Sin embargo, todas son hipótesis y la verdadera identidad de Dahamunzu está todavía sin descubrir.